# Omicidio di Mario Lupo
L'omicidio di Mariano Lupo, detto Mario, venne compiuto a Parma da un gruppo di neofascisti la sera del 25 agosto 1972 mentre la vittima si stava recando al cinema con due suoi amici, Alfonso Piazza e Giancarlo Ablondi. Morì pugnalato al cuore dopo essere stato aggredito. Il suo funerale fu occasione per una delle più grandi manifestazioni cittadine del dopoguerra. Al processo, concluso nel 1976, gli assassini vennero condannati per omicidio premeditato. Una lapide commemorativa venne posta dove venne commesso l'omicidio. Alla sua memoria era intitolato uno storico centro sociale dell'estrema sinistra parmigiana.

## Storia
A partire dal 1968, un gruppo di neofascisti vicini al Movimento Sociale Italiano e a Ordine Nuovo si rese responsabile di una serie di aggressioni e intimidazioni nei confronti di militanti di sinistra, fomentando lo scontro sociale e di piazza come per esempio quando, armati di lanciarazzi e bombe molotov, fece una incursione all'ospedale psichiatrico di Colorno occupato dal movimento studentesco. In seguito tre operai furono aggrediti e ridotti in fin di vita da un gruppo di fascisti. Nei pressi del luogo dell'aggressione fu ritrovata una mazza da baseball con incise le scritte: "santo manganello" e "italianissimo". I pestaggi, le aggressioni e le intimidazioni aumentarono. Si scoprì anche che i fascisti locali non erano soli ma erano sostenuti da giovani provenienti da diverse città italiane. Malgrado l'egemonia della sinistra, il neofascismo riuscì a trovare spazio sufficienti per aprire sezioni del MPON, della Giovane Europa e della Lega per la riunificazione del popolo tedesco. La situazione era tale che il capo dell’Ufficio politico della Questura di Parma, in un rapporto interno datato qualche giorno prima dell’omicidio ma ignorato dallo stesso questore, denunciò fornendo i nomi dei responsabili l’esistenza di «vero e proprio piano di provocazione e intimidazione di chiaro stile fascista, messo in atto di recente a Parma da un gruppo di fanatici allo scopo di fomentare disordini». Una decina di appartenenti a questo gruppo, il pomeriggio del 25 agosto 1972, raggiunse Lupo che si trovava in un bar, circondandolo e insultandolo e uno degli aggressori, Edgardo Bonazzi, invitò il ragazzo a seguirlo, minacciandolo con un coltello e dopo aver esclamato: "Lo tengo per darti una pugnalata!". Ne nacque un parapiglia, che non degenerò solo grazie all'intervento di Gabriella Signifredi, un'amica di Mariano. Prima di dileguarsi Bonazzi disse: "Non ce l'abbiamo con i comunisti ma con i terroni sì". Bonazzi andò al cinema Roma a minacciare la Signifredi che vi lavorava. Questa, terrorizzata, cercò Lupo ma non lo trovò. Allora chiamò lo stesso neofascista, componendo il numero del bar Bonanni e dicendogli che non voleva liti.  Alle ventidue, assieme ad Ablondi e Piazza, Lupo si diresse al cinema ma trovò ad aspettarlo una dozzina di fascisti che li aggredirono; il primo a essere colpito fu Piazza, ma quando Lupo soccorse il compagno, Bonazzi lo pugnalò al cuore.

## Processo
Il processo non si tenne a Parma, bensì ad Ancona per legittima suspicione. L'avvocato dei famigliari di Lupo, Decio Bozzini, fece di tutto per allontanare il tentativo della polizia e della magistratura di ricondurre l'omicidio a una rissa priva di movente politico (venne ipotizzato il motivo passionale). Gli autori materiali dell'aggressione, ovvero Edgardo Bonazzi, Andrea Ringozzi e Luigi Saporito, vennero arrestati e rinviati a giudizio per l'omicidio. I giudici, con la sentenza del 30 luglio 1975, rigettarono l'ipotesi della premeditazione, condannando Edgardo Bonazzi a undici anni e otto mesi di reclusione per omicidio preterintenzionale e Andrea Ringozzi e Luigi Saporito rispettivamente a sei anni e a quattro anni per concorso.

## Riferimenti culturali
Nel 1974 il Canzoniere Nazionale del Vento Rosso pubblica l'Lp "Han gridato scioperiamo" che contiene la canzone "Mario Lupo".
Del gruppo fa parte Pierangelo Bertoli che compone la musica del brano, musica che poi riutilizzerà per il suo grande successo "Eppure soffia"